# Nsingizini Hotspurs FC
El Nsingizini Hotspurs es un equipo de fútbol de Suazilandia que juega en la Primera División de Suazilandia, la primera categoría nacional.

## Historia
Fue fundado en el año 1984 en la ciudad de Nhlangano y logró el ascenso a la Primera División de Suazilandia luego de comprar la plaza del Vovovo FC, temporada en la que terminó en sexto lugar.
En la siguiente temporada finalizó en tercer lugar, logrando por primera vez clasificar a un torneo internacional, la Copa Confederación de la CAF 2024-25, en la que fue eliminado en la primera ronda por el Stellenbosch FC de Sudáfrica.

## Palmarés
- Primera División de Suazilandia: 1

2024-25

## Participación en competiciones de la CAF
| Temporada | Torneo                       | Ronda         | Club            | Casa | Visita | Global |
| --------- | ---------------------------- | ------------- | --------------- | ---- | ------ | ------ |
| 2024/25   | Copa Confederación de la CAF | Primera ronda | Stellenbosch FC | 0-3  | 0-5    | 0-8    |